# Вињерац
Вињерац је насељено место у саставу општине Поседарје у Задарској жупанији, Република Хрватска.

## Историја
До територијалне реорганизације у Хрватској насеље се налазило се у саставу старе општине Задар.

## Становништво
На попису становништва 2011. године, Вињерац је имао 189 становника.